# Salem County
Salem County är ett administrativt område i delstaten New Jersey, USA. Salem är ett av 21 countys i delstaten och ligger i den sydvästra delen av New Jersey. År 2010 hade Salem County 66 083 invånare. Den administrativa huvudorten (county seat) är Salem. 

## Geografi
Enligt United States Census Bureau har countyt en total area på 875 km². 90 km² av den arean är land och 30 km² är vatten.

### Angränsande countyn
- Gloucester County, New Jersey - nordöst
- Cumberland County, New Jersey - sydöst
- Kent County, Delaware - sydväst
- New Castle County, Delaware - väst